# Баліла (страва)
Баліла — левантійська страва з нуту, відвареного разом з лимонним соком, часником, кмином та різними спеціями. Також можуть бути додані інші продукти, наприклад, кубики маринованих огірків, оцет. Подається як гаряче мезе.
Та ж сама назва також використовується для іншої єгипетської страви з цільних зерен пшениці, молока, горіхів і родзинок.